# Aardbeving Tangshan 1976
Op woensdag 28 juli 1976 werd de Chinese miljoenenstad Tangshan getroffen door een zware aardbeving. De aardbeving had een kracht van 7,5 op de schaal van Richter, hoewel sommige bronnen 8,0 uitwijzen. Er vielen ruim 242.000 doden, waarmee het een van de dodelijkste aardbevingen ooit was.
De aardbeving bestond uit twee hoofdschokken. De eerste sloeg toe om 3:42:56 in de ochtend (lokale tijd), ongeveer 12 km onder het zuidelijke deel van Tangshan. De magnitude werd aanvankelijk geschat op 8,1, vervolgens herberekend tot 7,6 op de schaal van Richter. Die schaal meet echter alleen de totale energie die vrijkomt door een aardbeving, en aardbevingen variëren in hoeveel van die energie wordt omgezet in seismisch schudden. De Tangshan-aardbeving, die relatief ondiep was, zette veel van zijn energie om in oppervlakteschudden. De tweede hoofdschok met een magnitude van 7,0 Mw, trof die middag om 18:45 Luanxian, ongeveer 70 km naar het oostnoordoosten.
Bijna elk gebouw in de stad stortte geheel of gedeeltelijk in, de infrastructuur werd ernstig beschadigd en essentiële diensten zoals elektriciteit, watervoorziening en communicatie werden volledig uitgeschakeld. Twintig bruggen en vijf spoorbruggen de Douherivier in de omgeving van de stad stortten in.
De stad ligt aan de Tangshan-breuklijn. Het in 2017 gebouwde herdenkingsmonument bevat de namen van 246.465 slachtoffers.